# Convergence 8-Ball
Convergence 8-Ball – gra bilardowa przeznaczona dla dwóch osób, będąca odmianą ósemki i nawiązująca regułą wbijania bil do dziewiątki. Rozgrywana jest na standardowym stole bilardowym, z wykorzystaniem tradycyjnego zestawu bil (15 ponumerowanych bil oraz biała bila rozgrywająca). 

## Zasady
Zasady ustawiania bil oraz rozbicia są identyczne jak w ósemce.
Gracze przed rozbiciem ustalają, kto będzie miał pełne (bile ponumerowane od 1 do 7), a kto połówki (9 do 15).
W przeciwieństwie do klasycznej ósemki obowiązuje zasada, która mówi, że gracz posiadający bile pełne musi uderzać je bilą białą w kolejności od najniższego numeru do największego, natomiast gracz posiadający połówki musi uderzać je w kolejności od najwyższego numeru do najniższego. Uderzenie bili, która nie jest najniższą/najwyższą bilą na stole stanowi faul, po którym przeciwnik rozpoczyna podejście do stołu z białą bilą "w ręce".
Aby wygrać, gracz musi wbić wszystkie swoje bile, a następnie w prawidłowym uderzeniu czarną bilę nr 8.